# Tour de Eslovaquia 2019
La 63.ª edición del Tour de Eslovaquia fue una carrera de ciclismo en ruta por etapas que se celebró entre el 18 y el 21 de septiembre de 2019 con inicio en la ciudad de Bardejov y final en la ciudad de Senica en Eslovaquia. El recorrido constó de un total de 5 etapas sobre una distancia total de 714,9 km.
La carrera hizo parte del circuito UCI Europe Tour 2019 dentro de la categoría 2.1 y fue ganada por el belga Yves Lampaert del Deceuninck-Quick Step. El podio lo completaron el francés Arnaud Démare y el suizo Stefan Küng ambos del Groupama-FDJ.

## Equipos participantes
Tomaron la partida un total de 22 equipos, de los cuales 5 fueron de categoría UCI WorldTeam, 8 Profesional Continental, 8 Continental y 1 selección nacional, quienes conformaron un pelotón de 147 ciclistas de los cuales terminaron 135. Los equipos participantes fueron:
| WorldTeams (5)- Bora-hansgrohe - CCC Team - Deceuninck-Quick Step - Groupama-FDJ - UAE Team Emirates Equipos continentales profesionales (8)- Androni Giocattoli-Sidermec - Delko-Marseille Provence - Gazprom-RusVelo - Israel Cycling Academy - Riwal Readynez - Roompot-Charles - Team Novo Nordisk - Wallonie Bruxelles Equipos continentales (8)- Adria Mobil - Development Team Sunweb - Dukla Banská Bystrica - Elkov-Author - Pannon - Felbermayr Simplon Wels - Uno-X Norwegian Development - Voster ATS Team Equipo nacional- Eslovaquia |
| |

## Etapas
| Etapa       | Fecha     | Recorrido             | type                    | Distancia (km) | Ganador              | Líder              |
| ----------- | --------- | --------------------- | ----------------------- | -------------- | -------------------- | ------------------ |
| 1.ª etapa A | 18 de sep | Bardejov – Bardejov   | etapa escarpada         | 138,2          | Alexander Kristoff   | Alexander Kristoff |
| 1.ª etapa B | 18 de sep | Bardejov – Bardejov   | contrarreloj individual | 7,4            | Stefan Küng          | Stefan Küng        |
| 2.ª etapa   | 19 de sep | Bardejov – Ružomberok | etapa de media montaña  | 226,6          | Eduard-Michael Grosu | Yves Lampaert      |
| 3.ª etapa   | 20 de sep | Ružomberok – Hlohovec | etapa escarpada         | 200,6          | Arnaud Démare        | Yves Lampaert      |
| 4.ª etapa   | 21 de sep | Hlohovec – Senica     | etapa escarpada         | 142,1          | Elia Viviani         | Yves Lampaert      |

## Desarrollo de la carrera

### 1.ª etapa parte A
| Bardejov - Bardejov | etapa escarpada | (138,2 km) |

| \| Clasificación de la etapa \| Clasificación de la etapa \| Clasificación de la etapa \| Clasificación de la etapa \| Clasificación de la etapa \| \| Ciclista \| Ciclista \| Equipo \| Tiempo \| \| \| ------------------------- \| ------------------------- \| ------------------------- \| ------------------------- \| ------------------------- \| \| 1.º \| Alexander Kristoff \| UAE Team Emirates \| 3 h 21 min 48 s \| \| \| 2.º \| Michael Mørkøv \| Deceuninck-Quick Step \| + 0 s \| \| \| 3.º \| Elia Viviani \| Deceuninck-Quick Step \| + 0 s \| \| \| 4.º \| Erik Baška \| Bora-Hansgrohe \| + 0 s \| \| \| 5.º \| Arnaud Démare \| Groupama-FDJ \| + 0 s \| \| \| 6.º \| Rudy Barbier \| Israel Cycling Academy \| + 0 s \| \| \| 7.º \| Emīls Liepiņš \| Wallonie Bruxelles \| + 0 s \| \| \| 8.º \| Andrea Peron \| Team Novo Nordisk \| + 0 s \| \| \| 9.º \| Boy van Poppel \| Roompot-Charles \| + 0 s \| \| \| 10.º \| Yves Lampaert \| Deceuninck-Quick Step \| + 0 s \| \| |                    |                        |                 |
| |                    |                        |                 |
| Fuente: ProCyclingStats |                    |                        |                 |
| Clasificación de la etapa |                    |                        |                 |
| Ciclista | Ciclista           | Equipo                 | Tiempo          |
| 1.º | Alexander Kristoff | UAE Team Emirates      | 3 h 21 min 48 s |
| 2.º | Michael Mørkøv     | Deceuninck-Quick Step  | + 0 s           |
| 3.º | Elia Viviani       | Deceuninck-Quick Step  | + 0 s           |
| 4.º | Erik Baška         | Bora-Hansgrohe         | + 0 s           |
| 5.º | Arnaud Démare      | Groupama-FDJ           | + 0 s           |
| 6.º | Rudy Barbier       | Israel Cycling Academy | + 0 s           |
| 7.º | Emīls Liepiņš      | Wallonie Bruxelles     | + 0 s           |
| 8.º | Andrea Peron       | Team Novo Nordisk      | + 0 s           |
| 9.º | Boy van Poppel     | Roompot-Charles        | + 0 s           |
| 10.º | Yves Lampaert      | Deceuninck-Quick Step  | + 0 s           |

| \| Clasificación general \| Clasificación general \| Clasificación general \| Clasificación general \| Clasificación general \| \| Ciclista \| Ciclista \| Equipo \| Tiempo \| \| \| --------------------- \| --------------------- \| --------------------------- \| --------------------- \| --------------------- \| \| 1.º \| Alexander Kristoff \| UAE Team Emirates \| 3 h 21 min 42 s \| \| \| 2.º \| Michael Mørkøv \| Deceuninck-Quick Step \| + 2 s \| \| \| 3.º \| Florian Kierner \| Felbermayr Simplon Wels \| + 3 s \| \| \| 4.º \| Elia Viviani \| Deceuninck-Quick Step \| + 4 s \| \| \| 5.º \| Anders Skaarseth \| Uno-X Norwegian Development \| + 4 s \| \| \| 6.º \| Rasmus Bøgh Wallin \| Riwal Readynez \| + 5 s \| \| \| 7.º \| Erik Baška \| Bora-Hansgrohe \| + 6 s \| \| \| 8.º \| Arnaud Démare \| Groupama-FDJ \| + 6 s \| \| \| 9.º \| Rudy Barbier \| Israel Cycling Academy \| + 6 s \| \| \| 10.º \| Emīls Liepiņš \| Wallonie Bruxelles \| + 6 s \| \| |                    |                             |                 |
| |                    |                             |                 |
| Fuente: ProCyclingStats |                    |                             |                 |
| Clasificación general |                    |                             |                 |
| Ciclista | Ciclista           | Equipo                      | Tiempo          |
| 1.º | Alexander Kristoff | UAE Team Emirates           | 3 h 21 min 42 s |
| 2.º | Michael Mørkøv     | Deceuninck-Quick Step       | + 2 s           |
| 3.º | Florian Kierner    | Felbermayr Simplon Wels     | + 3 s           |
| 4.º | Elia Viviani       | Deceuninck-Quick Step       | + 4 s           |
| 5.º | Anders Skaarseth   | Uno-X Norwegian Development | + 4 s           |
| 6.º | Rasmus Bøgh Wallin | Riwal Readynez              | + 5 s           |
| 7.º | Erik Baška         | Bora-Hansgrohe              | + 6 s           |
| 8.º | Arnaud Démare      | Groupama-FDJ                | + 6 s           |
| 9.º | Rudy Barbier       | Israel Cycling Academy      | + 6 s           |
| 10.º | Emīls Liepiņš      | Wallonie Bruxelles          | + 6 s           |

### 1.ª etapa parte B
| Bardejov - Bardejov | contrarreloj individual | (7,4 km) |

| \| Clasificación de la etapa \| Clasificación de la etapa \| Clasificación de la etapa \| Clasificación de la etapa \| Clasificación de la etapa \| \| Ciclista \| Ciclista \| Equipo \| Tiempo \| \| \| ------------------------- \| ------------------------- \| ------------------------- \| ------------------------- \| ------------------------- \| \| 1.º \| Stefan Küng \| Groupama-FDJ \| 9 min 04 s \| \| \| 2.º \| Yves Lampaert \| Deceuninck-Quick Step \| + 3 s \| \| \| 3.º \| Bob Jungels \| Deceuninck-Quick Step \| + 8 s \| \| \| 4.º \| Kamil Gradek \| CCC Team \| + 10 s \| \| \| 5.º \| Matthias Brändle \| Israel Cycling Academy \| + 12 s \| \| \| 6.º \| Tom Bohli \| UAE Team Emirates \| + 12 s \| \| \| 7.º \| Jan Bárta \| Elkov-Author \| + 15 s \| \| \| 8.º \| Gijs Van Hoecke \| CCC Team \| + 17 s \| \| \| 9.º \| Erik Baška \| Bora-Hansgrohe \| + 23 s \| \| \| 10.º \| Arnaud Démare \| Groupama-FDJ \| + 23 s \| \| |                  |                        |            |
| |                  |                        |            |
| Fuente: ProCyclingStats |                  |                        |            |
| Clasificación de la etapa |                  |                        |            |
| Ciclista | Ciclista         | Equipo                 | Tiempo     |
| 1.º | Stefan Küng      | Groupama-FDJ           | 9 min 04 s |
| 2.º | Yves Lampaert    | Deceuninck-Quick Step  | + 3 s      |
| 3.º | Bob Jungels      | Deceuninck-Quick Step  | + 8 s      |
| 4.º | Kamil Gradek     | CCC Team               | + 10 s     |
| 5.º | Matthias Brändle | Israel Cycling Academy | + 12 s     |
| 6.º | Tom Bohli        | UAE Team Emirates      | + 12 s     |
| 7.º | Jan Bárta        | Elkov-Author           | + 15 s     |
| 8.º | Gijs Van Hoecke  | CCC Team               | + 17 s     |
| 9.º | Erik Baška       | Bora-Hansgrohe         | + 23 s     |
| 10.º | Arnaud Démare    | Groupama-FDJ           | + 23 s     |

| \| Clasificación general \| Clasificación general \| Clasificación general \| Clasificación general \| Clasificación general \| \| Ciclista \| Ciclista \| Equipo \| Tiempo \| \| \| --------------------- \| --------------------- \| ---------------------- \| --------------------- \| --------------------- \| \| 1.º \| Stefan Küng \| Groupama-FDJ \| 3 h 30 min 52 s \| \| \| 2.º \| Yves Lampaert \| Deceuninck-Quick Step \| + 3 s \| \| \| 3.º \| Bob Jungels \| Deceuninck-Quick Step \| + 8 s \| \| \| 4.º \| Kamil Gradek \| CCC Team \| + 10 s \| \| \| 5.º \| Matthias Brändle \| Israel Cycling Academy \| + 12 s \| \| \| 6.º \| Tom Bohli \| UAE Team Emirates \| + 12 s \| \| \| 7.º \| Jan Bárta \| Elkov-Author \| + 15 s \| \| \| 8.º \| Gijs Van Hoecke \| CCC Team \| + 17 s \| \| \| 9.º \| Michael Mørkøv \| Deceuninck-Quick Step \| + 21 s \| \| \| 10.º \| Elia Viviani \| Deceuninck-Quick Step \| + 22 s \| \| |                  |                        |                 |
| |                  |                        |                 |
| Fuente: ProCyclingStats |                  |                        |                 |
| Clasificación general |                  |                        |                 |
| Ciclista | Ciclista         | Equipo                 | Tiempo          |
| 1.º | Stefan Küng      | Groupama-FDJ           | 3 h 30 min 52 s |
| 2.º | Yves Lampaert    | Deceuninck-Quick Step  | + 3 s           |
| 3.º | Bob Jungels      | Deceuninck-Quick Step  | + 8 s           |
| 4.º | Kamil Gradek     | CCC Team               | + 10 s          |
| 5.º | Matthias Brändle | Israel Cycling Academy | + 12 s          |
| 6.º | Tom Bohli        | UAE Team Emirates      | + 12 s          |
| 7.º | Jan Bárta        | Elkov-Author           | + 15 s          |
| 8.º | Gijs Van Hoecke  | CCC Team               | + 17 s          |
| 9.º | Michael Mørkøv   | Deceuninck-Quick Step  | + 21 s          |
| 10.º | Elia Viviani     | Deceuninck-Quick Step  | + 22 s          |

### 2.ª etapa
| Bardejov - Ružomberok | etapa de media montaña | (226,6 km) |

| \| Clasificación de la etapa \| Clasificación de la etapa \| Clasificación de la etapa \| Clasificación de la etapa \| Clasificación de la etapa \| \| Ciclista \| Ciclista \| Equipo \| Tiempo \| \| \| ------------------------- \| ------------------------- \| ------------------------- \| ------------------------- \| ------------------------- \| \| 1.º \| Eduard-Michael Grosu \| Delko Marseille Provence \| 5 h 46 min 42 s \| \| \| 2.º \| Yves Lampaert \| Deceuninck-Quick Step \| + 0 s \| \| \| 3.º \| Arnaud Démare \| Groupama-FDJ \| + 0 s \| \| \| 4.º \| Erik Baška \| Bora-Hansgrohe \| + 0 s \| \| \| 5.º \| Emīls Liepiņš \| Wallonie Bruxelles \| + 0 s \| \| \| 6.º \| Justin Jules \| Wallonie Bruxelles \| + 0 s \| \| \| 7.º \| Aleksandr Ryabushenko \| UAE Team Emirates \| + 0 s \| \| \| 8.º \| Kamil Gradek \| CCC Team \| + 0 s \| \| \| 9.º \| Boy van Poppel \| Roompot-Charles \| + 0 s \| \| \| 10.º \| Stefan Küng \| Groupama-FDJ \| + 0 s \| \| |                       |                          |                 |
| |                       |                          |                 |
| Fuente: ProCyclingStats |                       |                          |                 |
| Clasificación de la etapa |                       |                          |                 |
| Ciclista | Ciclista              | Equipo                   | Tiempo          |
| 1.º | Eduard-Michael Grosu  | Delko Marseille Provence | 5 h 46 min 42 s |
| 2.º | Yves Lampaert         | Deceuninck-Quick Step    | + 0 s           |
| 3.º | Arnaud Démare         | Groupama-FDJ             | + 0 s           |
| 4.º | Erik Baška            | Bora-Hansgrohe           | + 0 s           |
| 5.º | Emīls Liepiņš         | Wallonie Bruxelles       | + 0 s           |
| 6.º | Justin Jules          | Wallonie Bruxelles       | + 0 s           |
| 7.º | Aleksandr Ryabushenko | UAE Team Emirates        | + 0 s           |
| 8.º | Kamil Gradek          | CCC Team                 | + 0 s           |
| 9.º | Boy van Poppel        | Roompot-Charles          | + 0 s           |
| 10.º | Stefan Küng           | Groupama-FDJ             | + 0 s           |

| \| Clasificación general \| Clasificación general \| Clasificación general \| Clasificación general \| Clasificación general \| \| Ciclista \| Ciclista \| Equipo \| Tiempo \| \| \| --------------------- \| --------------------- \| ---------------------- \| --------------------- \| --------------------- \| \| 1.º \| Yves Lampaert \| Deceuninck-Quick Step \| 9 h 17 min 31 s \| \| \| 2.º \| Stefan Küng \| Groupama-FDJ \| + 3 s \| \| \| 3.º \| Kamil Gradek \| CCC Team \| + 13 s \| \| \| 4.º \| Bob Jungels \| Deceuninck-Quick Step \| + 20 s \| \| \| 5.º \| Tom Bohli \| UAE Team Emirates \| + 21 s \| \| \| 6.º \| Arnaud Démare \| Groupama-FDJ \| + 22 s \| \| \| 7.º \| Matthias Brändle \| Israel Cycling Academy \| + 24 s \| \| \| 8.º \| Gijs Van Hoecke \| CCC Team \| + 26 s \| \| \| 9.º \| Erik Baška \| Bora-Hansgrohe \| + 26 s \| \| \| 10.º \| Jan Bárta \| Elkov-Author \| + 27 s \| \| |                  |                        |                 |
| |                  |                        |                 |
| Fuente: ProCyclingStats |                  |                        |                 |
| Clasificación general |                  |                        |                 |
| Ciclista | Ciclista         | Equipo                 | Tiempo          |
| 1.º | Yves Lampaert    | Deceuninck-Quick Step  | 9 h 17 min 31 s |
| 2.º | Stefan Küng      | Groupama-FDJ           | + 3 s           |
| 3.º | Kamil Gradek     | CCC Team               | + 13 s          |
| 4.º | Bob Jungels      | Deceuninck-Quick Step  | + 20 s          |
| 5.º | Tom Bohli        | UAE Team Emirates      | + 21 s          |
| 6.º | Arnaud Démare    | Groupama-FDJ           | + 22 s          |
| 7.º | Matthias Brändle | Israel Cycling Academy | + 24 s          |
| 8.º | Gijs Van Hoecke  | CCC Team               | + 26 s          |
| 9.º | Erik Baška       | Bora-Hansgrohe         | + 26 s          |
| 10.º | Jan Bárta        | Elkov-Author           | + 27 s          |

### 3.ª etapa
| Ružomberok - Hlohovec | etapa escarpada | (200,6 km) |

| \| Clasificación de la etapa \| Clasificación de la etapa \| Clasificación de la etapa \| Clasificación de la etapa \| Clasificación de la etapa \| \| Ciclista \| Ciclista \| Equipo \| Tiempo \| \| \| ------------------------- \| ------------------------- \| ------------------------- \| ------------------------- \| ------------------------- \| \| 1.º \| Arnaud Démare \| Groupama-FDJ \| 4 h 39 min 09 s \| \| \| 2.º \| Aleksandr Ryabushenko \| UAE Team Emirates \| + 2 s \| \| \| 3.º \| Alexander Kristoff \| UAE Team Emirates \| + 2 s \| \| \| 4.º \| Stefan Küng \| Groupama-FDJ \| + 5 s \| \| \| 5.º \| Yves Lampaert \| Deceuninck-Quick Step \| + 5 s \| \| \| 6.º \| Lukas Pöstlberger \| Bora-Hansgrohe \| + 5 s \| \| \| 7.º \| Tom Bohli \| UAE Team Emirates \| + 5 s \| \| \| 8.º \| Charles Planet \| Team Novo Nordisk \| + 5 s \| \| \| 9.º \| Gijs Van Hoecke \| CCC Team \| + 5 s \| \| \| 10.º \| Kamil Gradek \| CCC Team \| + 5 s \| \| |                       |                       |                 |
| |                       |                       |                 |
| Fuente: ProCyclingStats |                       |                       |                 |
| Clasificación de la etapa |                       |                       |                 |
| Ciclista | Ciclista              | Equipo                | Tiempo          |
| 1.º | Arnaud Démare         | Groupama-FDJ          | 4 h 39 min 09 s |
| 2.º | Aleksandr Ryabushenko | UAE Team Emirates     | + 2 s           |
| 3.º | Alexander Kristoff    | UAE Team Emirates     | + 2 s           |
| 4.º | Stefan Küng           | Groupama-FDJ          | + 5 s           |
| 5.º | Yves Lampaert         | Deceuninck-Quick Step | + 5 s           |
| 6.º | Lukas Pöstlberger     | Bora-Hansgrohe        | + 5 s           |
| 7.º | Tom Bohli             | UAE Team Emirates     | + 5 s           |
| 8.º | Charles Planet        | Team Novo Nordisk     | + 5 s           |
| 9.º | Gijs Van Hoecke       | CCC Team              | + 5 s           |
| 10.º | Kamil Gradek          | CCC Team              | + 5 s           |

| \| Clasificación general \| Clasificación general \| Clasificación general \| Clasificación general \| Clasificación general \| \| Ciclista \| Ciclista \| Equipo \| Tiempo \| \| \| --------------------- \| --------------------- \| --------------------------- \| --------------------- \| --------------------- \| \| 1.º \| Yves Lampaert \| Deceuninck-Quick Step \| 13 h 56 min 45 s \| \| \| 2.º \| Stefan Küng \| Groupama-FDJ \| + 3 s \| \| \| 3.º \| Arnaud Démare \| Groupama-FDJ \| + 7 s \| \| \| 4.º \| Kamil Gradek \| CCC Team \| + 13 s \| \| \| 5.º \| Tom Bohli \| UAE Team Emirates \| + 21 s \| \| \| 6.º \| Matthias Brändle \| Israel Cycling Academy \| + 24 s \| \| \| 7.º \| Gijs Van Hoecke \| CCC Team \| + 26 s \| \| \| 8.º \| Lukas Pöstlberger \| Bora-Hansgrohe \| + 34 s \| \| \| 9.º \| Aleksandr Ryabushenko \| UAE Team Emirates \| + 37 s \| \| \| 10.º \| Torjus Sleen \| Uno-X Norwegian Development \| + 40 s \| \| |                       |                             |                  |
| |                       |                             |                  |
| Fuente: ProCyclingStats |                       |                             |                  |
| Clasificación general |                       |                             |                  |
| Ciclista | Ciclista              | Equipo                      | Tiempo           |
| 1.º | Yves Lampaert         | Deceuninck-Quick Step       | 13 h 56 min 45 s |
| 2.º | Stefan Küng           | Groupama-FDJ                | + 3 s            |
| 3.º | Arnaud Démare         | Groupama-FDJ                | + 7 s            |
| 4.º | Kamil Gradek          | CCC Team                    | + 13 s           |
| 5.º | Tom Bohli             | UAE Team Emirates           | + 21 s           |
| 6.º | Matthias Brändle      | Israel Cycling Academy      | + 24 s           |
| 7.º | Gijs Van Hoecke       | CCC Team                    | + 26 s           |
| 8.º | Lukas Pöstlberger     | Bora-Hansgrohe              | + 34 s           |
| 9.º | Aleksandr Ryabushenko | UAE Team Emirates           | + 37 s           |
| 10.º | Torjus Sleen          | Uno-X Norwegian Development | + 40 s           |

### 4.ª etapa
| Hlohovec - Senica | etapa escarpada | (142,1 km) |

| \| Clasificación de la etapa \| Clasificación de la etapa \| Clasificación de la etapa \| Clasificación de la etapa \| Clasificación de la etapa \| \| Ciclista \| Ciclista \| Equipo \| Tiempo \| \| \| ------------------------- \| ------------------------- \| --------------------------- \| ------------------------- \| ------------------------- \| \| 1.º \| Elia Viviani \| Deceuninck-Quick Step \| 4 h 39 min 09 s \| \| \| 2.º \| Arnaud Démare \| Groupama-FDJ \| + 0 s \| \| \| 3.º \| Alexander Kristoff \| UAE Team Emirates \| + 0 s \| \| \| 4.º \| Erik Baška \| Bora-Hansgrohe \| + 0 s \| \| \| 5.º \| Matteo Pelucchi \| Androni Giocattoli-Sidermec \| + 0 s \| \| \| 6.º \| Rudy Barbier \| Israel Cycling Academy \| + 0 s \| \| \| 7.º \| Emīls Liepiņš \| Wallonie Bruxelles \| + 0 s \| \| \| 8.º \| Michael Mørkøv \| Deceuninck-Quick Step \| + 0 s \| \| \| 9.º \| Gijs Van Hoecke \| CCC Team \| + 0 s \| \| \| 10.º \| Nicolai Brøchner \| Riwal Readynez \| + 0 s \| \| |                    |                             |                 |
| |                    |                             |                 |
| Fuente: ProCyclingStats |                    |                             |                 |
| Clasificación de la etapa |                    |                             |                 |
| Ciclista | Ciclista           | Equipo                      | Tiempo          |
| 1.º | Elia Viviani       | Deceuninck-Quick Step       | 4 h 39 min 09 s |
| 2.º | Arnaud Démare      | Groupama-FDJ                | + 0 s           |
| 3.º | Alexander Kristoff | UAE Team Emirates           | + 0 s           |
| 4.º | Erik Baška         | Bora-Hansgrohe              | + 0 s           |
| 5.º | Matteo Pelucchi    | Androni Giocattoli-Sidermec | + 0 s           |
| 6.º | Rudy Barbier       | Israel Cycling Academy      | + 0 s           |
| 7.º | Emīls Liepiņš      | Wallonie Bruxelles          | + 0 s           |
| 8.º | Michael Mørkøv     | Deceuninck-Quick Step       | + 0 s           |
| 9.º | Gijs Van Hoecke    | CCC Team                    | + 0 s           |
| 10.º | Nicolai Brøchner   | Riwal Readynez              | + 0 s           |

## Clasificaciones finales
Las clasificaciones finalizaron de la siguiente forma:

### Clasificación general
| \| Clasificación general \| Clasificación general \| Clasificación general \| Clasificación general \| Clasificación general \| \| Ciclista \| Ciclista \| Equipo \| Tiempo \| \| \| --------------------- \| --------------------- \| ---------------------- \| --------------------- \| --------------------- \| \| 1.º \| Yves Lampaert \| Deceuninck-Quick Step \| 17 h 14 min 21 s \| \| \| 2.º \| Arnaud Démare \| Groupama-FDJ \| + 1 s \| \| \| 3.º \| Stefan Küng \| Groupama-FDJ \| + 3 s \| \| \| 4.º \| Kamil Gradek \| CCC Team \| + 17 s \| \| \| 5.º \| Tom Bohli \| UAE Team Emirates \| + 21 s \| \| \| 6.º \| Gijs Van Hoecke \| CCC Team \| + 26 s \| \| \| 7.º \| Matthias Brändle \| Israel Cycling Academy \| + 28 s \| \| \| 8.º \| Lukas Pöstlberger \| Bora-Hansgrohe \| + 34 s \| \| \| 9.º \| Erik Baška \| Bora-Hansgrohe \| + 40 s \| \| \| 10.º \| Aleksandr Ryabushenko \| UAE Team Emirates \| + 41 s \| \| |                       |                        |                  |
| |                       |                        |                  |
| Fuente: ProCyclingStats |                       |                        |                  |
| Clasificación general |                       |                        |                  |
| Ciclista | Ciclista              | Equipo                 | Tiempo           |
| 1.º | Yves Lampaert         | Deceuninck-Quick Step  | 17 h 14 min 21 s |
| 2.º | Arnaud Démare         | Groupama-FDJ           | + 1 s            |
| 3.º | Stefan Küng           | Groupama-FDJ           | + 3 s            |
| 4.º | Kamil Gradek          | CCC Team               | + 17 s           |
| 5.º | Tom Bohli             | UAE Team Emirates      | + 21 s           |
| 6.º | Gijs Van Hoecke       | CCC Team               | + 26 s           |
| 7.º | Matthias Brändle      | Israel Cycling Academy | + 28 s           |
| 8.º | Lukas Pöstlberger     | Bora-Hansgrohe         | + 34 s           |
| 9.º | Erik Baška            | Bora-Hansgrohe         | + 40 s           |
| 10.º | Aleksandr Ryabushenko | UAE Team Emirates      | + 41 s           |

### Clasificación por puntos
| Clasificación por puntos | Clasificación por puntos | Clasificación por puntos    | Clasificación por puntos | Clasificación por puntos |
| Ciclista                 | Ciclista                 | Equipo                      | Puntos                   |                          |
| ------------------------ | ------------------------ | --------------------------- | ------------------------ | ------------------------ |
| 1.º                      | Arnaud Démare            | Groupama-FDJ                | 46 pts                   |                          |
| 2.º                      | Alexander Kristoff       | UAE Team Emirates           | 40 pts                   |                          |
| 3.º                      | Elia Viviani             | Deceuninck-Quick Step       | 32 pts                   |                          |
| 4.º                      | Erik Baška               | Bora-Hansgrohe              | 27 pts                   |                          |
| 5.º                      | Martin Bugge Urianstad   | Uno-X Norwegian Development | 25 pts                   |                          |
| 6.º                      | Gašper Katrašnik         | Adria Mobil                 | 21 pts                   |                          |
| 7.º                      | Michael Mørkøv           | Deceuninck-Quick Step       | 21 pts                   |                          |
| 8.º                      | Mateusz Grabis           | Voster ATS Team             | 18 pts                   |                          |
| 9.º                      | Yves Lampaert            | Deceuninck-Quick Step       | 17 pts                   |                          |
| 10.º                     | Rémy Rochas              | Delko Marseille Provence    | 16 pts                   |                          |

### Clasificación de la montaña
| Clasificación de la montaña | Clasificación de la montaña | Clasificación de la montaña | Clasificación de la montaña | Clasificación de la montaña |
| Ciclista                    | Ciclista                    | Equipo                      | Puntos                      |                             |
| --------------------------- | --------------------------- | --------------------------- | --------------------------- | --------------------------- |
| 1.º                         | Martin Salmon               | Team Sunweb                 | 42 pts                      |                             |
| 2.º                         | Kenny Molly                 | Wallonie Bruxelles          | 31 pts                      |                             |
| 3.º                         | Martin Bugge Urianstad      | Uno-X Norwegian Development | 22 pts                      |                             |
| 4.º                         | Idar Andersen               | Uno-X Norwegian Development | 22 pts                      |                             |
| 5.º                         | Marek Čanecký               | Dukla Banská Bystrica       | 14 pts                      |                             |
| 6.º                         | Rémy Rochas                 | Delko Marseille Provence    | 14 pts                      |                             |
| 7.º                         | Emanuel Buchmann            | Bora-Hansgrohe              | 9 pts                       |                             |
| 8.º                         | Maciej Bodnar               | Bora-Hansgrohe              | 6 pts                       |                             |
| 9.º                         | Mateusz Grabis              | Voster ATS Team             | 6 pts                       |                             |
| 10.º                        | Petr Vakoč                  | Deceuninck-Quick Step       | 6 pts                       |                             |

### Clasificación de los jóvenes
| Clasificación del mejor joven | Clasificación del mejor joven | Clasificación del mejor joven | Clasificación del mejor joven | Clasificación del mejor joven |
| Ciclista                      | Ciclista                      | Equipo                        | Tiempo                        |                               |
| ----------------------------- | ----------------------------- | ----------------------------- | ----------------------------- | ----------------------------- |
| 1.º                           | Torjus Sleen                  | Uno-X Norwegian Development   | 17 h 15 min 05 s              |                               |
| 2.º                           | Leon Heinschke                | Development Team Sunweb       | + 1 s                         |                               |
| 3.º                           | Dušan Rajović                 | Adria Mobil                   | + 54 s                        |                               |
| 4.º                           | Tim Naberman                  | Development Team Sunweb       | + 2 min 18 s                  |                               |
| 5.º                           | Niklas Märkl                  | Development Team Sunweb       | + 2 min 35 s                  |                               |
| 6.º                           | Petr Rikunov                  | Gazprom-RusVelo               | + 2 min 40 s                  |                               |
| 7.º                           | Lukáš Kubiš                   | Dukla Banská Bystrica         | + 2 min 46 s                  |                               |
| 8.º                           | Matúš Štoček                  | Eslovaquia                    | + 2 min 50 s                  |                               |
| 9.º                           | Nicola Venchiarutti           | Androni Giocattoli-Sidermec   | + 2 min 51 s                  |                               |
| 10.º                          | Aljaž Omrzel                  | Adria Mobil                   | + 2 min 52 s                  |                               |

### Clasificación por equipos
| Clasificación por equipos | Clasificación por equipos   | Clasificación por equipos | Clasificación por equipos |
| Equipo                    | Equipo                      | Tiempo                    |                           |
| ------------------------- | --------------------------- | ------------------------- | ------------------------- |
| 1.º                       | CCC Team                    | 51 h 44 min 40 s          |                           |
| 2.º                       | UAE Team Emirates           | + 26 s                    |                           |
| 3.º                       | Bora-hansgrohe              | + 1 min 33 s              |                           |
| 4.º                       | Deceuninck-Quick Step       | + 2 min 08 s              |                           |
| 5.º                       | Groupama-FDJ                | + 2 min 12 s              |                           |
| 6.º                       | Uno-X Norwegian Development | + 2 min 18 s              |                           |
| 7.º                       | Israel Cycling Academy      | + 2 min 41 s              |                           |
| 8.º                       | Riwal Readynez              | + 3 min 33 s              |                           |
| 9.º                       | Adria Mobil                 | + 3 min 34 s              |                           |
| 10.º                      | Roompot-Charles             | + 4 min 03 s              |                           |

## Evolución de las clasificaciones
| Etapa                   | Vencedor                | Clasificación general | Clasificación por puntos | Clasificación de la montaña | Clasificación de los jóvenes | Clasificación del mejor eslovaco | Clasificación por equipos |
| ----------------------- | ----------------------- | --------------------- | ------------------------ | --------------------------- | ---------------------------- | -------------------------------- | ------------------------- |
| 1.ª A                   | Alexander Kristoff      | Alexander Kristoff    | Alexander Kristoff       | Kenny Molly                 | Florian Kierner              | Erik Baška                       | Deceuninck-Quick Step     |
| 1.ª B                   | Stefan Küng             | Stefan Küng           | Alexander Kristoff       | Kenny Molly                 | Torjus Sleen                 | Erik Baška                       | Deceuninck-Quick Step     |
| 2.ª                     | Eduard-Michael Grosu    | Yves Lampaert         | Alexander Kristoff       | Martin Salmon               | Torjus Sleen                 | Erik Baška                       | Deceuninck-Quick Step     |
| 3.ª                     | Arnaud Démare           | Yves Lampaert         | Arnaud Démare            | Martin Salmon               | Torjus Sleen                 | Erik Baška                       | CCC                       |
| 4.ª                     | Elia Viviani            | Yves Lampaert         | Arnaud Démare            | Martin Salmon               | Torjus Sleen                 | Erik Baška                       | CCC                       |
| Clasificaciones finales | Clasificaciones finales | Yves Lampaert         | Arnaud Démare            | Martin Salmon               | Torjus Sleen                 | Erik Baška                       | CCC                       |

## UCI World Ranking
El Tour de Eslovaquia otorgó puntos para el UCI World Ranking para corredores de los equipos en las categorías UCI WorldTeam, Profesional Continental y Equipos Continentales. Las siguientes tablas muestran el baremo de puntuación y los 10 corredores que obtuvieron más puntos:
| Posición              | 1.º | 2.º | 3.º | 4.º | 5.º | 6.º | 7.º | 8.º | 9.º | 10.º | 11.º | 12.º | 13.º-15.º | 16.º-25.º |
| Clasificación general | 125 | 85  | 70  | 60  | 50  | 40  | 35  | 30  | 25  | 20   | 15   | 10   | 5         | 3         |
| Por etapa             | 14  | 5   | 3   |     |     |     |     |     |     |      |      |      |           |           |
| Líder                 | 3   |     |     |     |     |     |     |     |     |      |      |      |           |           |

| Clasificación |                    |                        |         |       |       |       |
| Posición      | Ciclista           | Equipo                 | General | Etapa | Líder | Total |
| ------------- | ------------------ | ---------------------- | ------- | ----- | ----- | ----- |
| 1.º           | Yves Lampaert      | Deceuninck-Quick Step  | 125     | 10    | 6     | 141   |
| 2.º           | Arnaud Démare      | Groupama-FDJ           | 85      | 22    | -     | 107   |
| 3.º           | Stefan Küng        | Groupama-FDJ           | 70      | 14    | 3     | 87    |
| 4.º           | Kamil Gradek       | CCC                    | 60      | -     | -     | 60    |
| 5.º           | Tom Bohli          | UAE Emirates           | 50      | -     | -     | 50    |
| 6.º           | Gijs Van Hoecke    | CCC                    | 40      | -     | -     | 40    |
| 7.º           | Matthias Brändle   | Israel Cycling Academy | 35      | -     | -     | 35    |
| 8.º           | Lukas Pöstlberger  | Bora-Hansgrohe         | 30      | -     | -     | 30    |
| 9.º           | Alexander Kristoff | UAE Emirates           | 5       | 20    | 3     | 28    |
| 10.º          | Erik Baška         | Bora-Hansgrohe         | 25      | -     | -     | 25    |